# Liste der Bodendenkmäler in Bernbeuren
Auf dieser Seite sind die Bodendenkmäler in der oberbayerischen Gemeinde Bernbeuren zusammengestellt. Diese Tabelle ist eine Teilliste der Liste der Bodendenkmäler in Bayern. Grundlage ist die Bayerische Denkmalliste, die auf Basis des Bayerischen Denkmalschutzgesetzes vom 1. Oktober 1973 erstmals erstellt wurde und seither durch das Bayerische Landesamt für Denkmalpflege geführt wird. Die folgenden Angaben ersetzen nicht die rechtsverbindliche Auskunft der Denkmalschutzbehörde.

## Bodendenkmäler der Gemeinde

### Bodendenkmäler im Ortsteil Auerberg
| Lage                | Objekt | Akten-Nr.     | Bild           |
| ------------------- | --- | ------------- | -------------- |
| Auerberg (Standort) | Befestigte Höhensiedlung mit Opferplatz der frühen römischen Kaiserzeit (Auerberg). | D-1-8230-0010 |                |
| Auerberg (Standort) | Burgstall Bernbeuren Burgstall des hohen oder späten Mittelalters. | D-1-8230-0012 |                |
| Auerberg (Standort) | Straße der römischen Kaiserzeit. | D-1-8230-0016 |                |
| Auerberg (Standort) | Wallfahrtskirche St. Georg auf dem Auerberg Untertägige mittelalterliche und frühneuzeitliche Befunde im Bereich der Katholischen Filial- und Wallfahrtskirche St. Georg auf dem Auerberg und ihres Vorgängerbaus mit aufgelassenem Friedhof. | D-1-8230-0024 | weitere Bilder |
| Auerberg (Standort) | Kapelle St. Johann Nepomuk Untertägige frühneuzeitliche Befunde im Bereich der Katholischen Kapelle St. Nepomuk in Günther. | D-1-8230-0035 | weitere Bilder |

### Bodendenkmäler im Ortsteil Bernbeuren
| Lage                  | Objekt | Akten-Nr.     | Bild           |
| --------------------- | --- | ------------- | -------------- |
| Bernbeuren (Standort) | Straße der römischen Kaiserzeit (Teilstück der Via-Claudia-Augusta-Trasse Augsburg-Füssen). | D-1-8230-0015 |                |
| Bernbeuren (Standort) | Grabhügel vorgeschichtlicher Zeitstellung. | D-1-8230-0017 |                |
| Bernbeuren (Standort) | Untertägige mittelalterliche und frühneuzeitliche Befunde im Bereich der Katholischen Pfarrkirche St. Nikolaus und der Katholischen Kapelle Maria Heimsuchung in Bernbeuren und ihrer Vorgängerbauten. | D-1-8230-0026 |                |
| Bernbeuren (Standort) | Kapelle St. Michael in Kienberg Untertägige frühneuzeitliche Befunde im Bereich der Katholischen Kapelle St. Michael in Kienberg.                                                                      | D-1-8230-0037 | weitere Bilder |

### Bodendenkmäler im Ortsteil Echerschwang
| Lage                    | Objekt | Akten-Nr.     | Bild           |
| ----------------------- | --- | ------------- | -------------- |
| Echerschwang (Standort) | Untertägige frühneuzeitliche Befunde im Bereich der Katholischen Kapelle St. Erasmus in Echerschwang und ihrer Vorgängerbauten. | D-1-8230-0027 | weitere Bilder |